# ブランシュ・ド・フランス (オルレアン公爵夫人)
ブランシュ・ド・フランス（Blanche de France, 1328年4月1日 - 1393年2月8日）は、フランス王シャルル4世と3番目の王妃ジャンヌ・デヴルーの娘。シャルル4世の死後に誕生した末子である。

## 生涯
カペー家嫡流はシャルル4世の死によって男子が絶えたものの、王妃ジャンヌは夫が死去した1328年2月時点で第3子を懐妊中であり（すでに夭逝していた第1子ジャンヌ、当時はまだ存命の第2子マリーとも女子であった）、男子の出産が期待された。しかし生まれたのが女子ブランシュであったため、カペー朝の断絶が確定し、サリカ法を根拠にヴァロワ家のフィリップ6世が即位した。ただしカペー家の女子は他にも、シャルル4世の長兄ルイ10世の娘にジャンヌ、次兄フィリップ5世の娘にジャンヌ、マルグリットの他2人といった、ブランシュの従姉にあたる王女がおり、ルイ10世の娘のジャンヌにはナバラ王国（カペー朝末期にフランス王が王位を兼ねていた）の王位継承が認められた。
1345年、ブランシュは父方・母方の双方で又従弟に当たる、フィリップ6世の息子オルレアン公フィリップと結婚した。2人の間に子供はなく、ブランシュは夫フィリップと1376年に死別した。
死後、ブランシュはサン＝ドニ大聖堂に葬られた。